# Channel 5
Channel 5 é uma rede de televisão britânica. Fundada em 1997, foi a quinta rede analógica a ser lançada no Reino Unido, após a BBC One, ITV, BBC Two e Channel 4. Também é, desde sua criação, o quinto canal em audiência no país. Seu lançamento, na noite de 30 de março de 1997, foi feito com um videoclipe das Spice Girls especial para a inauguração e o novo canal foi apresentado ao público pelo ator e comediante Tim Vine e pela apresentadora Julia Bradbury. Ele atinge cerca de 80% da população do Reino Unido.
Um canal de entretenimento em geral, alguns dos atuais programas da emissora são séries como o Big Brother, All Creatures Great and Small, Celebrity Big Brother, The Gadget Show, CSI, Under the Dome, Once Upon a Time, O Mentalista, além de documentários de temas diversos, entre outros. Em julho de 2010 foi lançado o Channel 5 HD. Em 1 de março de 2014 o grupo Viacom anuncia a compra do canal.